# 巴伦台站
巴伦台站，位于中华人民共和国新疆维吾尔自治区巴音郭楞蒙古自治州和静县巴仑台镇，是南疆铁路（鱼焉铁路）上的火车站，建于1979年，由乌鲁木齐铁路局管辖。